# ライフワーク (アニメ制作会社)
有限会社ライフワークは、かつて存在していた日本のアニメーション制作会社である。本社及び制作スタジオは、東京都練馬区上石神井1丁目16番地9号に所在した。

## 概要
スタジオ・ゼロや日本サンライズ（現：バンダイナムコフィルムワークス サンライズブランド）で制作を務めていた神田豊が、プロダクション・ルーズの制作を経て小森徹や青木健らと共に1984年頃に設立。以来、1990年代にかけ、東映動画作品や日本アニメーション作品などに「各話制作・制作協力（グロス請け）」という形で多く関わった。『仮面の忍者 赤影』『ちびまる子ちゃん（第1期）』『少年アシベシリーズ』などでは、全回の制作に関与している。演出家の石崎すすむや棚橋一徳らが在籍し、後に演出家へ転向する大西景介も制作管理スタッフとして在籍していた。2002年頃に倒産。

## 参加作品

### テレビアニメ
- 少年アシベシリーズ
  - 少年アシベ （1991年）
  - 少年アシベ2 （1992年-1993年）

### OVA
- 小さなペンギンロロの冒険（1987年）
- 爆走サーキット・ロマン TWIN （1989年）
- 湘南純愛組! （1994年）

### 制作協力
- へーい!ブンブー （制作元請：日本アニメーション、制作協力、1985年-1986年）
- ドリモグだァ!! （制作元請：ジャパコン・マート、制作協力、1986年-1987年）
- 聖闘士星矢 （制作元請：東映動画、各話制作協力、1986年-1989年）
- 仮面の忍者 赤影 （制作元請：東映動画、制作協力、1987年-1988年）
- 鎧伝サムライトルーパー （制作元請：サンライズ、各話制作協力、1988年）
- ビリ犬なんでも商会 （制作元請：シンエイ動画、制作協力、1989年）
- ちびまる子ちゃん（第1期） （制作元請：日本アニメーション、制作協力、1990年-1992年）
- サラダ十勇士トマトマン （制作元請：アニメーション21、各話制作協力、1992年-1993年）
- H2 （制作元請：葦プロダクション、各話制作協力、1995年-1996年）
- 魔法少女プリティサミー （制作元請：AIC、各話制作協力、1996年-1997年）
- 烈火の炎 （制作元請：ぴえろ、各話制作協力、1997年-1998年）
- 熱沙の覇王ガンダーラ （制作元請：葦プロダクション、各話制作協力、1998年）
- ロードス島戦記-英雄騎士伝- （制作元請：AIC、各話制作協力、1998年）
- Weiß kreuz （制作元請：マジックバス、各話制作協力、1998年）
- 万能文化猫娘DASH! （制作元請：葦プロダクション、各話制作協力、1998年）
- 神八剣伝 （制作元請：パブリック&ベーシック、制作協力、1999年）
- セラフィムコール （制作元請：サンライズ、各話制作協力、1999年）
- トラブルチョコレート （制作元請：AIC、各話制作協力、1999年-2000年）
- 星界の戦旗 （制作元請：サンライズ、各話制作協力、2000年）
- キャプテン翼 （制作元請：グループ・タック、各話制作協力、2001年-2002年）
- アソボット戦記五九 （制作元請：エッグ、各話制作協力、2002年-2003年）

## 関連人物
制作
- 神田豊
- 豊住政弘 - 後、スタジオディーンに移籍。
- 小森徹 - プロダクション・ルーズなどに在籍していた。設立時の主要スタッフ。
- 安部正次郎 - トライアングルスタッフへ移籍し、現在はエー・シー・ジー・ティー代表取締役社長。
- 村竹保則 - ソフトガレージ、スタジオ雲雀などを経て、現在はオー・エル・エム所属。
- 青木健 - 後にオフィス蒼、スタジオaBを設立。（現在はどちらも倒産）
- 大西景介 - 退社後、亜細亜堂などを経て、演出家へ転向した。『少年アシベシリーズ』などに関与。
- むとうやすゆき - 退社後、フリーの脚本家となる。

演出
- 棚橋一徳
- 吉田健次郎
- 石崎すすむ